# No Place On Earth – Kein Platz zum Leben
No Place On Earth – Kein Platz zum Leben ist englischsprachiger Dokumentarfilm aus dem Jahre 2012.
Der Film wurde erstmals am 10. September 2012 beim Toronto International Film Festival gezeigt und kam am 5. April 2013 in die US-Kinos. Die ARD zeigte die Dokumentation in einer Voice-over-Fassung am 20. Januar 2014.

## Handlung
Das weibliche Familienoberhaupt Esther Stermer verbarg 1942 die Angehörigen ihrer und weiterer jüdischer Familien in den Höhlen Ozerna und Verteba im Westen der Ukraine (Oblast Ternopil / Rajon Borschtschiw), um sie vor den Nazis zu schützen. Es handelte sich um insgesamt 38 Personen.

## Hintergrund
Der Forscher Christopher Nicola fand 1993 bei einer Expedition Überreste von Knöpfen und Schuhen. Seine Funde führten dazu, dass die Überlebenden darüber berichten konnten und Glauben fanden. Janet Tobias verfilmte diese Geschichte. In einem Reenactment wurden die Szenen nachgestellt. Einige Überlebende, die heute vor allem in New York City und Montreal leben, besuchten die Höhle nach 67 Jahren gemeinsam mit zwei Enkelkindern.